# Paragathia albimarginata
Paragathia albimarginata är en fjärilsart som beskrevs av W. Warren 1902. Paragathia albimarginata ingår i släktet Paragathia och familjen mätare. Inga underarter finns listade i Catalogue of Life.